# Frosta härad
Frosta härad var ett härad i mellersta Skåne, i dåvarande Malmöhus län. Det motsvaras idag av delar av Hörby kommun, Höörs kommun och Eslövs kommun. Häradets areal var 1928 744,93 kvadratkilometer varav 701,11 land. . Tingsplats var Hörby.

## Vapnet
Häradsvapnet, med anor från tidigt 1500-tal, fastställdes formellt av Kungl. Maj:t den 5 mars 1948. 
Blasonering: I fält av silver ett uppskjutande blått standar med tre tungor, belagt med ett genomgående kors, som i varje vinkel är åtföljt av en femuddig stjärna, allt av guld och med blå stång. 
Ursprungligen fanns texten "Konung Christian till Frosta Härad" på vapnet och konungen som åsyftas är Kristian II. Av förklarliga skäl finns texten inte med längre.
Vapnet finns på den fana, som förvaras på Hörby museum, och som användes då häradsborna deltog i bondetåget 1914. Fanan är fäst på en lång, blå stång på vilken är fäst en silverskylt med texten Buren under bondetåget 6/2 1914. Skänkt af grefvinnan Anna Bonde, Bosjökloster. På fanans baksida står: Så följoms vi åt som redlige Män, Slå fienden tills ej käft är igen.

## Namnet
Häradsnamnet skrevs i en avskrift från omkring år 1200 provincia Frosta (provinsen Frosta) på latin och vid 1300-talets början in Frostahæret. Liksom till ett annat medeltida namn på häradet från omkring år 1300, Dapræheret, saknas tillfredsställande uttolkning.
Det har föreslagits att Frosta skulle kunna vara genitiv av det forndanska mansbinamnet Frosti. Men inom det medeltida Norden saknas andra exempel på att häradsnamn bildats av personnamn. Mot att Frosta skulle ha med Frosti att göra talar även att häradsnamnet ursprungligen uttalades med o-ljud som i "hosta", medan mansnamnet var bildat av ordet frost som uttalades med ö-ljud.
Dapra i forndanska Dapra hærat har sammanställts med fornvästnordiska Japr som står för "tung, sorgmodig", med den troliga grundbetydelsen "tung, fast". Även här har det föreslagits att Dapra skulle ha samband med ett forndanskt mansbinamn, Dapri. Mot det talar samma invändningar som för Frosta/Frosti. Den mest sannolika förklaringen till båda häradsnamnen tros vara att de har något samband med egenheter i terrängen. Det har även föreslagits att de båda häradsnamnen skulle beteckna olika områden inom häradet.

## Socknar
I nuvarande Höörs kommun
- Bosjökloster
- Gudmuntorp
- Höör
- Munkarp
- Norra Rörum

I nuvarande Hörby kommun
- Fulltofta
- Hörby
- Lyby
- Svensköp
- Södra Rörum
- Äspinge
- Östra Sallerup

Långaröds socken i Färs härad hörde från 1952 till Frosta och Eslövs domsagas tingslag
I nuvarande Eslövs kommun
- Borlunda
- Gårdstånga
- Hammarlunda
- Harlösa
- Holmby
- Hurva
- Högseröd
- Skarhult
- Skeglinge
- Östra Strö

En del av Västra Sallerups socken hörde till häradet före omkring 1890.

## Geografi
Häradet var beläget i mellersta Skåne, söder och öster om Ringsjön. På Linderödsåsens utlöpare i norr är trakten kuperad och skogrik. På de södra delarna mot Kävlingeån bördig jordbruksslätt. Häradet präglades av många stora jordegendomar och gods.
Sätesgårdar var Hjularöds slott (Harlösa socken), Löberöds slott (Hammarlunda), Skarhults slott (Skarhult), Viderups slott (Gårdstånga), Bosjöklosters slott (Bosjökloster), Kvesarums slott (Södra Rörum), Ågerups säteri (Norra Rörum), Osbyholms slott (Hörby), Fulltofta säteri (Fulltofta), Lyby säteri (Lyby), Sextorps herrgård (Lyby), Pugerups säteri (Gudmuntorp) och Kristinebergs säteri (Borlunda).

## Län, fögderier, tingslag, domsagor och tingsrätter
Häradet hörde från åtminstone 1669 fram till 1996 till Malmöhus län. Ramsåsa socken överfördes 1952 till Kristianstads län. Från 1997 ingår området i Skåne län.  Församlingarna tillhör(de) Lunds stift
Häradets socknar hörde till följande fögderier:
- 1720–1917 Frosta och Färs fögderi
- 1918–1946 Sjöbo fögderi för socknarna som kom att tillhöra Eslövs kommun samt Gudmuntorps socken
- 1918–1946 Eslövs fögderi för socknarna som kom att tillhöra Hörby kommun samt Höörs, Munkarps, Norra Rörums Bosjökloster och Tjörnarps socknar
- 1946–1951 Lunds fögderi för Harlösa, Hammarlunda, Holmby och Gårdstånga socknar
- 1946–1966 Hörby fögderi för de socknar som kom att tillhöra Hörby kommun samt Högseröds socken samt från 1952 för Harlösa och Hammarlunda socknar
- 1946–1990 Eslövs fögderi för de socknar som kom att tillhöra Höörs kommun samt Hurva, Skeglinge, Skarhults, Östra Strö socknar samt från 1952 Holmby och Gårdstånga socknar och från 1967 de socknar som kom att tillhöra Hörby kommun

Häradets socknar tillhörde följande  tingslag, domsagor och tingsrätter:
- 1691–1915 Frosta tingslag i
  - 1691–1876 Frosta och Färs häraders domsaga
  - 1877–1915 Frosta domsaga
  - 1916–1947 Frosta och Eslövs domsaga
- 1948–1970 Frosta och Eslövs domsagas tingslag i Frosta och Eslövs domsaga

- 1971–2002 Eslövs domsaga
- 2002– Lunds domsaga